# Mormyrops mariae
Mormyrops mariae är en fiskart som först beskrevs av Schilthuis, 1891.  Mormyrops mariae ingår i släktet Mormyrops och familjen Mormyridae. IUCN kategoriserar arten globalt som livskraftig. Inga underarter finns listade i Catalogue of Life.